# Campanula cenisia
Campanula cenisia es una especie de planta herbácea perteneciente a la familia de las campanuláceas. Es originaria de Europa occidental.

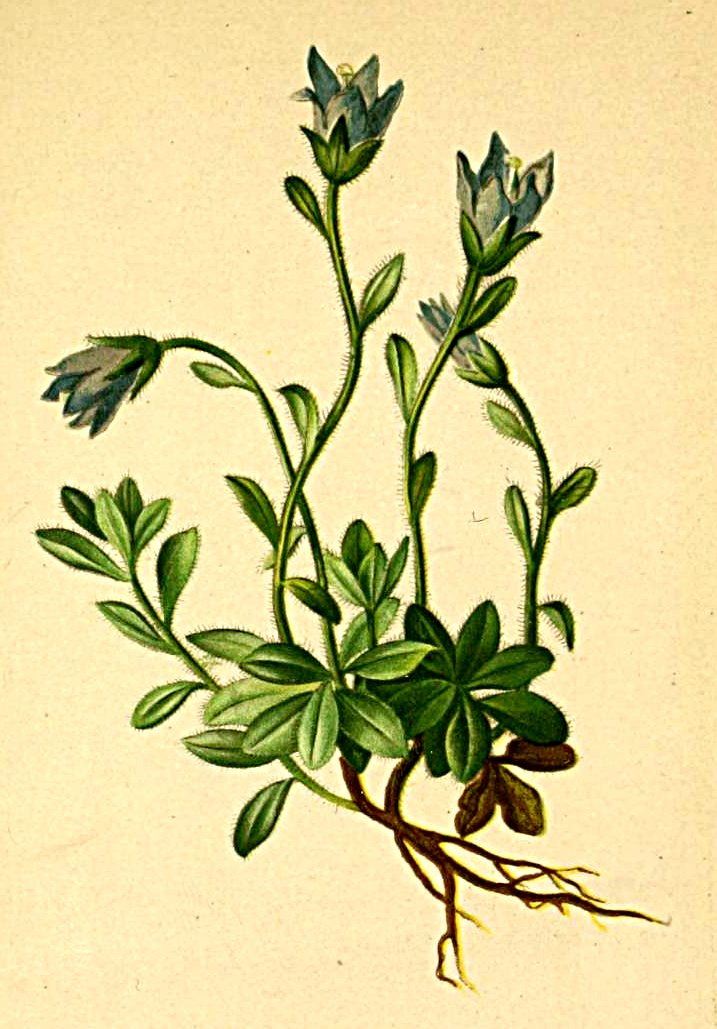
Ilustración

## Descripción
Es una planta perenne que alcanza un tamaño de 2-6 cm de altura, pubescente, la cepa en forma de roseta emite muchas  hojas, los tallos son muy cortos y aplanados, erectos, las hojas verdes, las basales obovadas, con pecíolo corto,las caulinarias lanceoladas, enteras y todas ciliadas, las flores de un color azul oscuro, erectas, solitarias y poco pecioladas,  cáliz pubescente, sin apéndices, lóbulos ovado-lanceolados, dividido casi hasta la base en 5 lóbulos ovado-lanceoladas.

## Distribución y hábitat
Se encuentra en los restos de rocas silíceas de las altas montañas, en los Alpes de Saboya, el Delfinado y el norte de Italia, Suiza y el Tirol.

## Taxonomía
Campanula cenisia fue descrita por Carlos Linneo y publicado en Species Plantarum, Editio Secunda 2: 1669. 1763.
Etimología
Campanula: nombre genérico diminutivo del término latíno campana, que significa "pequeña campana", aludiendo a la forma de las flores.
cenisia: epíteto latino 
Sinonimia
- Campanula rosulata Vuk.[4][5]